# Сантьяго-де-Куба (провінція)
Прові́нція Сантья́го-де-Ку́ба (ісп. Provincia de Santiago de Cuba) — провінція Куби з центром у місті Сантьяго-де-Куба. Розташована на південному сході країни. Адміністративний центр Сантьяго-де-Куба. Інші великі міста — Палма-Соріано, Контрамаестре, Маярі-Арріба, Сан-Луїс та Сонго-ла-Мая.

## Історія
Провінція Сантьяго-де-Куба була місцем багатьох битв, як під час війни за незалежність і Кубинської революції у 1959 році, де більшість битв партизанів відбувалися у гористій частині провінції.

## Муніципалітети
| Муніципалітет    | Населення (2004) | Площа (км²) | Розташування                                                          | Примітки          |
| ---------------- | ---------------- | ----------- | --------------------------------------------------------------------- | ----------------- |
| Контрамаестре    | 101 832          | 10.3        | 20°18′0″ пн. ш. 76°15′2″ зх. д. / 20.30000° пн. ш. 76.25056° зх. д.   |                   |
| Гуама            | 35 516           | 965         | 19°58′34″ пн. ш. 76°24′35″ зх. д. / 19.97611° пн. ш. 76.40972° зх. д. |                   |
| Мелла            | 33 667           | 335.2       | 20°22′10″ пн. ш. 75°54′39″ зх. д. / 20.36944° пн. ш. 75.91083° зх. д. |                   |
| Палма-Соріано    | 124 585          | 845.8       | 20°12′51″ пн. ш. 75°59′30″ зх. д. / 20.21417° пн. ш. 75.99167° зх. д. |                   |
| Сан-Луїс         | 88 496           | 765         | 20°11′17″ пн. ш. 75°50′55″ зх. д. / 20.18806° пн. ш. 75.84861° зх. д. |                   |
| Сантьяго-де-Куба | 72 255           | 1023.8      | 20°02′25″ пн. ш. 75°48′53″ зх. д. / 20.04028° пн. ш. 75.81472° зх. д. | Столиця провінції |
| Сегундо-Френте   | 40 885           | 540         | 20°24′43″ пн. ш. 75°31′43″ зх. д. / 20.41194° пн. ш. 75.52861° зх. д. | Маярі-Арріба      |
| Сонго–ла-Мая     | 100 287          | 721         | 20°10′24″ пн. ш. 75°38′46″ зх. д. / 20.17333° пн. ш. 75.64611° зх. д. | Ла-Мая            |
| Тресер-Френте    | 30 457           | 364         | 20°10′19″ пн. ш. 76°19′38″ зх. д. / 20.17194° пн. ш. 76.32722° зх. д. |                   |

Джерело: перепис населення 2004 року. Площа від  муніципального перерозподілу 1976 року.

## Демографія
У 2004 році, населення провінції Сантьяго-де-Куба становило 1,043,202 чоловік. З загальною площею 6,156.44 км², щільність населення 169.4 чол./км².

## Релігія
- Сантьяго-де-Кубинська архідіоцезія Католицької церкви.